# 311 Claudia
311 Claudia là một tiểu hành tinh ở vành đai chính. Nó được Auguste Charlois phát hiện ngày 11.6.1891 ở Nice. Không biết rõ nguồn gốc tên của nó.
311 Claudia thuộc nhóm tiểu hành tinh Koronis. Một nhóm các nhà thiên văn học, trong đó có Lucy D'Escoffier Crespo da Silva và Richard P. Binzel, đã sử dụng các quan sát thực hiện từ năm 1998 tới năm 2000 để xác định vectơ quay tròn thẳng hàng của các tiểu hành tinh này. Công trình hợp tác đó đã dẫn tới việc thiết lập 61 đường cong ánh sáng quay vòng riêng mới, thêm vào các quan sát đã xuất bản trước đây.